# 페인트볼

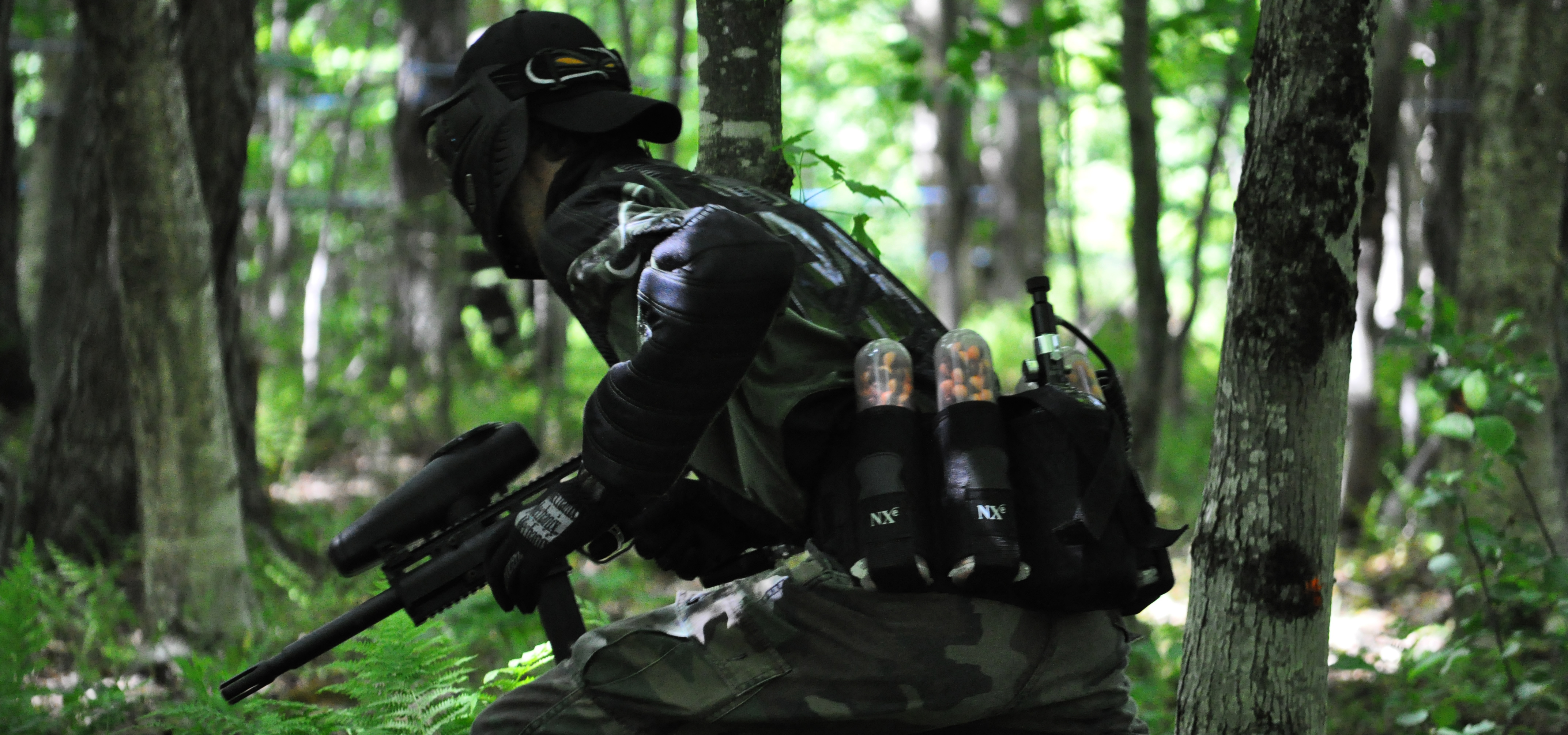
페인트볼

페인트볼(영어: Paintball)은 서바이벌 게임의 일종으로, 두 팀으로 나누어 페인트가 든 탄환을 쏘는 게임으로, 미국 발상의 스포츠이다.

## 같이 보기
- 에어소프트